# Siegfried Gmelin
Siegfried Gmelin (* 5. Januar 1897 in Geislingen an der Steige; † 18. März 1976 in Salzburg) war ein deutscher Finanzmanager. Er gilt als der Gründer der österreichischen Bausparbewegung und der österreichischen Bausparkasse GdF Wüstenrot.

## Herkunft und Ausbildung
Siegfried Gmelin kam am 5. Januar 1897 als Sohn des Pfarrers Eduard Ludwig Gmelin und dessen Frau Anna, geb. Bernoulli, die von der bekannten Mathematiker-Familie Bernoulli abstammte, im württembergischen Geislingen an der Steige zur Welt. Dem Wunsch seiner Eltern entsprechend sollte er wie sein Vater Pfarrer werden, er selbst entschied sich jedoch nach dem während des Ersten Weltkrieges geleisteten Kriegsdienst zum Studium der Rechtswissenschaften in Tübingen, wo er seit 1919 der Verbindung Normannia (1934–1935 Burschenschaft Normannia Tübingen) angehörte und 1924 zum Doktor der Rechte promovierte.

## Berufliches Wirken
Durch eine Anzeige in der württembergischen Kirchenzeitung wurde er mit der Idee des Bausparwesens von Georg Kropp bekannt und entwickelte ein reges Interesse für genossenschaftliche Denkmodelle. Im März 1925 begann er seine Tätigkeit als Werbefachmann und juristischer Berater Kropps bei der deutschen „Bausparkasse GdF Wüstenrot“.
Am 30. November 1925 hielt er seinen ersten Werbevortrag über die Idee einer Finanzierungsmöglichkeit im alten Kurhaus von Salzburg. Im Anschluss an diesen Vortrag löste er sich von der deutschen Bausparkasse und übersiedelte mit seiner Familie nach Österreich. Noch im selben Jahr gründete er die unabhängige österreichische Bausparkasse Gemeinschaft der Freunde Wüstenrot mit Sitz in Salzburg, aus der später die heutige österreichische Wüstenrot-Gruppe hervorging. Im Laufe der Jahre wehrte er mehrere Versuche des Aufsichtsrats ab, den Hauptsitz nach Wien zu verlegen. Er sah den „Mittelpunkt der Eigenheimbewegung in der Mitte von Österreich“ und nicht in Wien, wo es laut ihm „gar nicht so viele Häuslbauer gibt“. Gmelin löste sich von dem in Deutschland praktizierten „Auslosungsverfahren“ Georg Kropps und ließ sich von einem Mathematiker ein gerechteres Zuteilungssystem entwickeln. Auf Grundlage dieses „Geld x Zeit-Systems“ werden noch heute Bauspardarlehen vergeben.
Nach dem frühen Tod seiner ersten Frau Else (geb. Lewke), heiratete er am 26. Oktober 1935 Elisabeth Luise Staehler († 1989). Im Jahr 1963 schied er aus dem Vorstand der Bausparkasse aus, blieb aber noch für lange Jahre im Aufsichtsrat tätig. Nach seinem Ableben am 18. März 1976 wurde Siegfried Gmelin am Salzburger Kommunalfriedhof zur letzten Ruhe gebettet.

## Ehrungen
Der Gemeinderat der Stadt Salzburg würdigte sein Engagement und sein Bemühen um die Stärkung der Eigenheimbewegung mit der Überreichung des Bürgerbriefes und des Ringes der Stadt Salzburg. Postum wurde ihm nach seinem Tode 1976 mit der Benennung einer durch die Stadtteile Taxham und Alt-Maxglan führenden Straße eine weitere Ehre durch die Salzburger Landeshauptstadt zuteil. Die Dr. Gmelin-Straße führt von der Peter-Pfenninger-Straße zur Altenbuchgasse und verläuft parallel zur bekannten Europastraße mit dem Europark.